# ミスヤマト
ミスヤマト（1954年5月19日 - 1975年10月）は、日本の競走馬、繁殖牝馬。競走馬としては1戦0勝で引退したが、繁殖牝馬としては優駿牝馬を制したシャダイターキンなど3頭の重賞勝ち馬を輩出し、大きな成功を収めた。
牝系の直系子孫からはレッツゴーターキン、カレンチャンなどが出ている。

## 生涯
1957年3月21日、阪神競馬場6レースの4歳未出走未受賞戦でデビューした（結果は8着）が、この1戦のみで引退。
引退後はブラックターキンの名で繁殖入り。ガーサントとの配合で生産されたタイシュウが1966年にきさらぎ賞を優勝し、自身の果たせなかった重賞制覇を達成。また1969年にはタイシュウの全妹シャダイターキンが優駿牝馬を制し、ブラックターキンはクラシックホースの母となった。
ブラックターキンは最終的に11頭の産駒を残し、1975年10月に死亡した。
ブラックターキン亡き後も牝系は発展をつづけ、1992年にはシャダイターキンの孫のレッツゴーターキンが一族初の古馬GI制覇となる天皇賞（秋）を優勝。2011年にはシャダイターキンの妹シャダイウイングの子孫のカレンチャンがスプリンターズステークスを制した。

## 繁殖成績
|        | 生年   | 馬名             | 性 | 毛色   | 父               | 馬主               | 管理調教師       | 戦績     | 出典   |
| ------ | ------ | ---------------- | -- | ------ | ---------------- | ------------------ | ---------------- | -------- | ------ |
| 初仔   | 1958年 | グリーンターフ   | 牝 | 黒鹿毛 | トリプリケート   | ターフアイトクラブ | 内藤潔           | 39戦2勝  | [ 4 ]  |
| 2番仔  | 1959年 | ヤマオー         | 牡 | 黒鹿毛 | パールダイヴァー | 小林信夫           | 相羽仙一         | 37戦4勝  | [ 5 ]  |
| 3番仔  | 1960年 | トリユウ         | 牡 | 黒鹿毛 | パールダイヴァー | 松岡重雄           | 武平三           | 23戦6勝  | [ 6 ]  |
| 4番仔  | 1962年 | タイゼット       | 牝 | 黒鹿毛 | フェリオール     | 中山芳雄           | 武平三           | 23戦4勝  | [ 7 ]  |
| 5番仔  | 1963年 | タイシュウ       | 牡 | 青毛   | ガーサント       | 中山               |                  | 63戦23勝 | [ 8 ]  |
| 6番仔  | 1964年 | ハクセンショウ   | 牡 | 黒鹿毛 | ゲイタイム       | 橘八重子           | 栗東・中村好夫   | 45戦12勝 | [ 9 ]  |
| 7番仔  | 1966年 | シャダイターキン | 牝 | 鹿毛   | ガーサント       | シヤダイ           | 尾形藤吉         | 23戦5勝  | [ 10 ] |
| 8番仔  | 1968年 | シャダイウイング | 牡 | 黒鹿毛 | ゲイタイム       | 吉田善哉           | 上田武司         | 9戦0勝   | [ 11 ] |
| 9番仔  | 1970年 | マルブツヒカル   | 牝 | 鹿毛   | ガーサント       | 大沢毅             | 栗東・矢野幸夫   | 4戦0勝   | [ 12 ] |
| 10番仔 | 1974年 | マチカネキング   | 牡 | 鹿毛   | バーボンプリンス | 細川益男           | 栗東・上田三千夫 | 27戦3勝  | [ 13 ] |
| 11番仔 | 1975年 | ヒカリバーボン   | 牝 | 鹿毛   | バーボンプリンス | 株式会社ひかり     | 瀬戸口勉         | 19戦3勝  | [ 14 ] |

## 主要なファミリーライン
- Stray Shot 1872 --- 13-c
  - Shotover 1879 ←---ショットオーヴァー牝系へ戻る
    - Ornis 1890
      - Ondulee 1889
        - Frizette 1905 ←---フリゼット牝系へ戻る
          - Princess Palatine 1919
            - Valkyr 1925
              - Valkara 1937
                - *フオルカー 1948
                  - ブラックターキン 1954 ---↓改行

「f」は「filly（牝馬）」、「c」は「colt（牡馬）」の略。太字はGI級競走優勝馬。
- ブラックターキン 1954 f
  - グリーンターフ 1958 f
    - オパールターフ 1963 f
      - フラッシュビーム 1968 f
        - ニホンベレーザ 1974 f（ダイオライト記念）

    - ラッキージヨオー 1974 f
      - アンフィニィ 1982 f
        - マイヨジョンヌ 1990 c（新潟大賞典2回、福島記念）
        - スノーフレーク 1991 f
          - コスモヴァシュラン 2004 c（OROカップ、せきれい賞2回）

        - アンソレイユ 1993 f
          - ミハタバルゴウ 2000 f（ひまわり賞 (岩手競馬)、北関東オークス）

        - シャワーパーティー 1998 c（京都3歳ステークス）

  - タイゼット 1962 f
    - エリモゼット 1968 f
      - ニッソウブラック 1982 f
        - ネスカベミューズ 1991 f
          - ホッコーパドゥシャ 2002 c（新潟記念）

    - タイエルフ 1978 f
      - タイコサージュ 1989 f（スイートピーステークス）

  - タイシュウ 1963 c（きさらぎ賞、京都大障碍）
  - ハクセンショウ 1964 c（福島記念、新潟記念、中日新聞杯、金鯱賞）
  - シャダイターキン 1966 f（優駿牝馬）
    - キラースポート 1972 f
      - ダイナビーナス 1979 f
        - ブラウンビートル 1987 c（新潟記念）

    - リッチターキン 1978 f
      - ニシノリッチ 1989 c（とちぎダービー、しもつけ弥生賞）

    - ダイナターキン 1979 f
      - クイーンズウエザー 1986 f
        - トキオラブリー 1990 f
          - マルヨスポット 2001 c（オッズパークグランプリ）

      - レッツゴーターキン 1987 c（天皇賞（秋）、小倉大賞典、中京記念）

    - ジュウジターキン 1980 f
      - アイネスターキン 1990 f
        - ディアジーナ 2006 f（クイーンカップ、フローラステークス）

      - ジュウジホウセキ 1992 f
        - トラストジュゲム 2002 c（OP1勝）
        - アブラシオ 2005 f
          - バイカターキン 2013 f
            - ヴァルツァーシャル 2019 c（マーチステークス）

          - オーヴァルエース 2016 c（ヒヤシンスステークス）

    - ダイナアルテミス 1984 f（牝馬東京タイムズ杯）
      - アイノメガミ 1993 f
        - ディアブロメガミ 2000 f（東海クイーンカップ）

  - シャダイウイング 1968 f
    - マリーウイング 1974 f
      - マリーテイスティ 1982 f
        - ブリリアントロード 1995 c（新潟大賞典、新潟記念）

    - センシユータカラ 1976 f
      - カズミハルコマ 1984 f
        - スプリングチケット 1997 f
          - スプリングソング 2005 c（京阪杯）
          - アーリースプリング 2006 f
            - テリオスベル 2017 f（クイーン賞）

          - カレンチャン 2007 f（スプリンターズステークス、高松宮記念など重賞5勝）　

        - タケミカヅチ 2005 c（ダービー卿チャレンジトロフィー）

    - シバトキ 1978 f
      - レディオブウイング 1986 f
        - ルイス 1994 f（秋の鞍 (名古屋競馬)、サラ・クイーン特別）

- 出典：牝系検索α

## 血統表
| ミスヤマト（繁殖名ブラックターキン）の血統 | ミスヤマト（繁殖名ブラックターキン）の血統     | ミスヤマト（繁殖名ブラックターキン）の血統     | （血統表の出典）                               | （血統表の出典） |
| 父系                                       | ピーターパン系                                 | ピーターパン系                                 | ピーターパン系                                 |                  |
| 父 *ブラツクウヰング 黒鹿毛 1946           | 父の父Balladier 青毛 1932                      | Black Toney                                    | Peter Pan                                      | Peter Pan        |
| 父 *ブラツクウヰング 黒鹿毛 1946           | 父の父Balladier 青毛 1932                      | Black Toney                                    | Belgravia                                      |                  |
| 父 *ブラツクウヰング 黒鹿毛 1946           | 父の父Balladier 青毛 1932                      | Blue Warbler                                   | North Star                                     | North Star       |
| 父 *ブラツクウヰング 黒鹿毛 1946           | 父の父Balladier 青毛 1932                      | Blue Warbler                                   | May Bird                                       |                  |
| 父 *ブラツクウヰング 黒鹿毛 1946           | 父の母Taj Bibi 鹿毛 1938                       | Sickle                                         | Phalaris                                       | Phalaris         |
| 父 *ブラツクウヰング 黒鹿毛 1946           | 父の母Taj Bibi 鹿毛 1938                       | Sickle                                         | Selene                                         |                  |
| 父 *ブラツクウヰング 黒鹿毛 1946           | 父の母Taj Bibi 鹿毛 1938                       | Black Queen                                    | Pompey                                         | Pompey           |
| 父 *ブラツクウヰング 黒鹿毛 1946           | 父の母Taj Bibi 鹿毛 1938                       | Black Queen                                    | Black Maria                                    |                  |
| 母 *フオルカー 鹿毛 1948                   | 母の父Alsab 鹿毛 1939                          | Good Goods                                     | Neddie                                         | Neddie           |
| 母 *フオルカー 鹿毛 1948                   | 母の父Alsab 鹿毛 1939                          | Good Goods                                     | Brocatelle                                     |                  |
| 母 *フオルカー 鹿毛 1948                   | 母の父Alsab 鹿毛 1939                          | Winds Chant                                    | Wildair                                        | Wildair          |
| 母 *フオルカー 鹿毛 1948                   | 母の父Alsab 鹿毛 1939                          | Winds Chant                                    | Eulogy                                         |                  |
| 母 *フオルカー 鹿毛 1948                   | 母の母Valkara 鹿毛 1937                        | Gallant Fox                                    | Sir Gallahad                                   | Sir Gallahad     |
| 母 *フオルカー 鹿毛 1948                   | 母の母Valkara 鹿毛 1937                        | Gallant Fox                                    | Marguerite                                     |                  |
| 母 *フオルカー 鹿毛 1948                   | 母の母Valkara 鹿毛 1937                        | Valkyr                                         | Man o' War                                     | Man o' War       |
| 母 *フオルカー 鹿毛 1948                   | 母の母Valkara 鹿毛 1937                        | Valkyr                                         | Princess Palatine                              |                  |
| 母系(F-No.)                                | フオルカー(USA)系(FN:13-c)                     | フオルカー(USA)系(FN:13-c)                     | フオルカー(USA)系(FN:13-c)                     | [ § 2 ]          |
| 5代内の近親交配                            | Black Toney 3×5（父内）、Fair Play 5×5（母内） | Black Toney 3×5（父内）、Fair Play 5×5（母内） | Black Toney 3×5（父内）、Fair Play 5×5（母内） | [ § 3 ]          |
| 出典                                       | 1. 2. 3.                                       | 1. 2. 3.                                       | 1. 2. 3.                                       | 1. 2. 3.         |

- 主な近親にハクチカツ（日本短波賞）、ボールドリック（2000ギニーステークス、チャンピオンステークス）、ヴェイグランシー（CCAオークスほか）、ナタシュカ（アラバマステークスほか）など。
- 牝系は名門フリゼット系。